# بت‌انگاری کالا

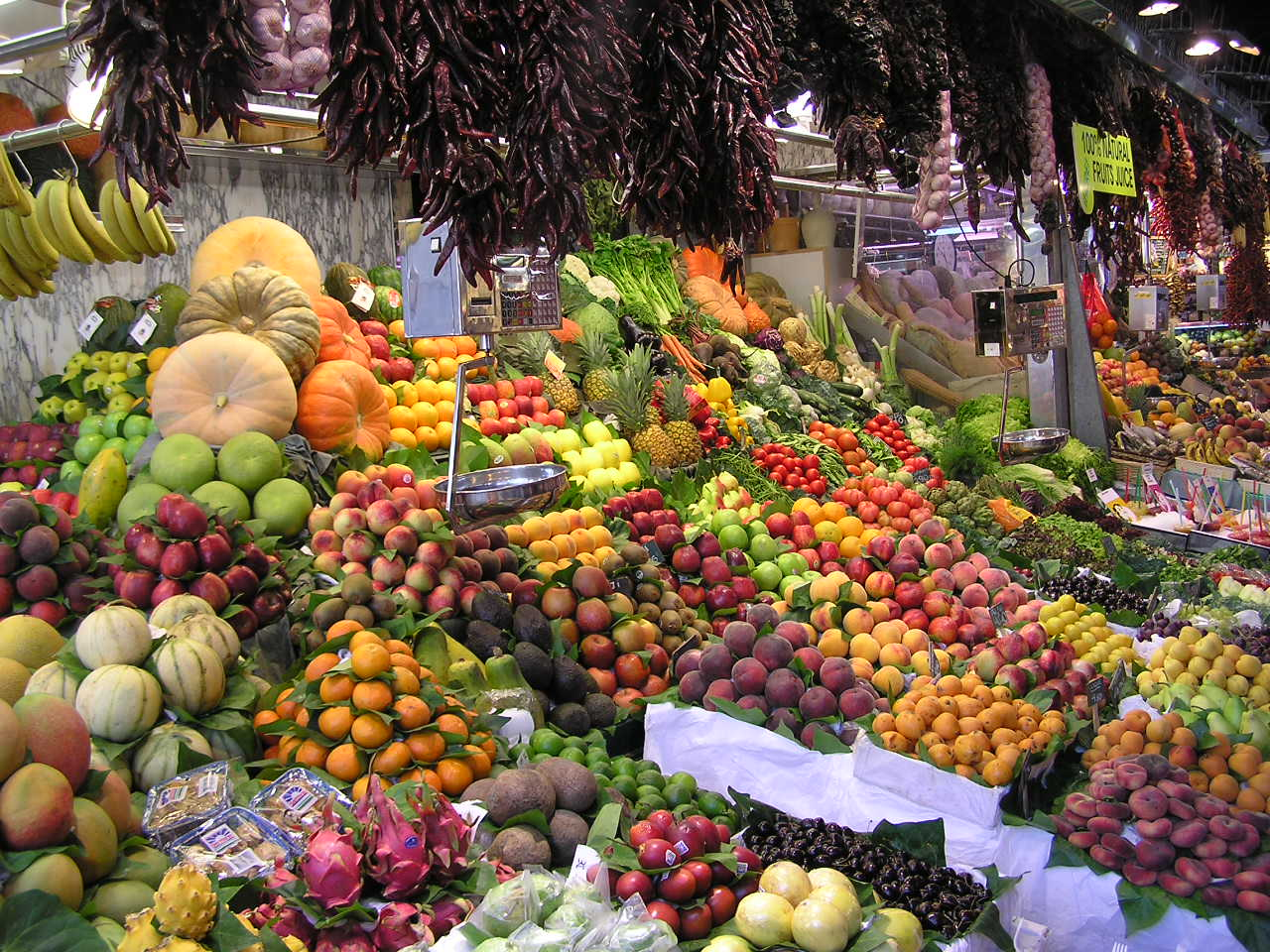

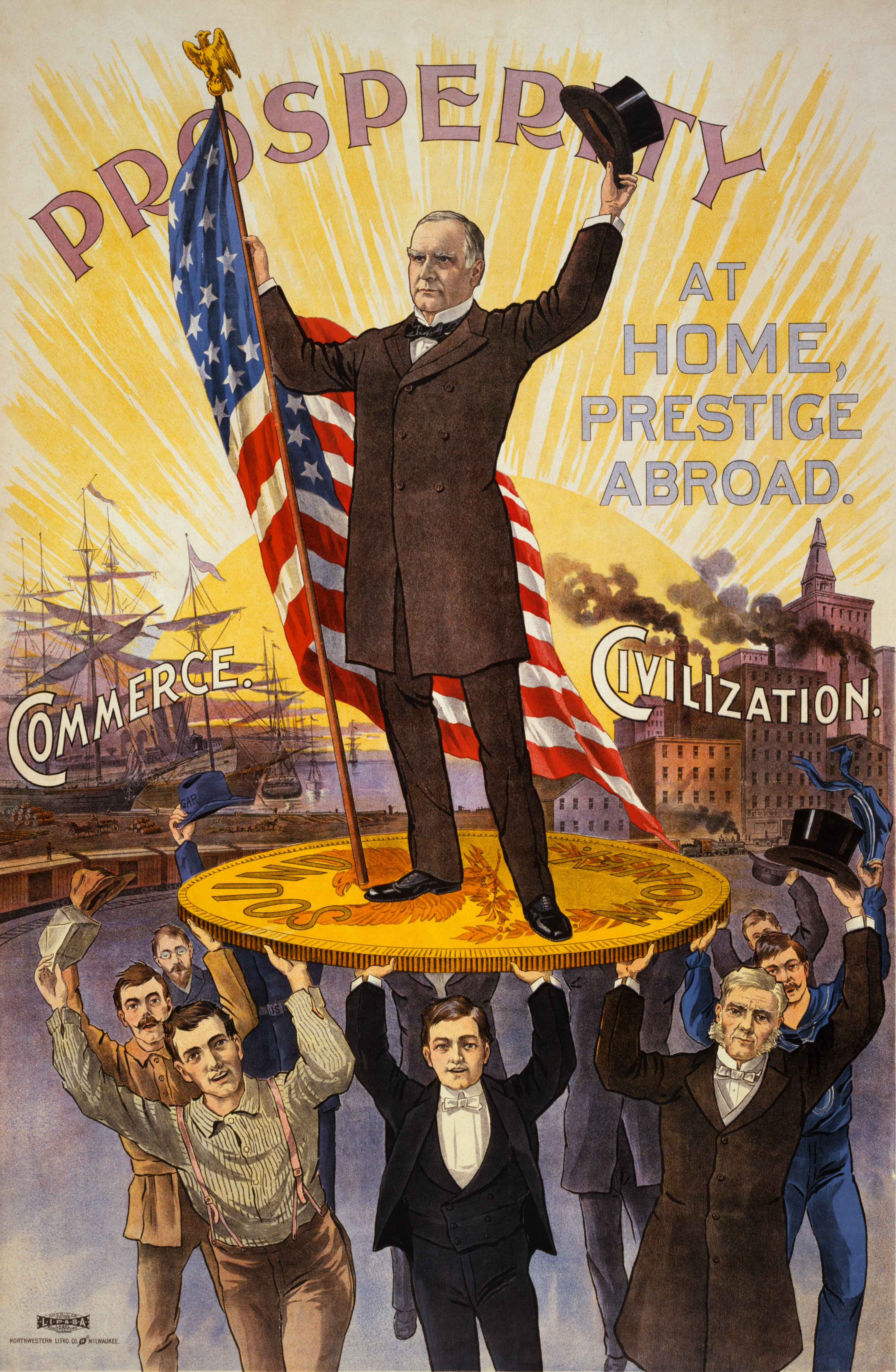

بت‌انگاری کالا (نام علمی: Commodity fetishism) دربرگیرنده فرایندی است که طی آن، کنش‌گران در نمی‌یابند که این کار خودشان بوده که به کالاها ارزش بخشیده‌است. کنش‌گران تمایل دارند باور کنند که ارزش هرچیز ناشی از خصیصه‌های ذاتی آن است؛ ارزش مبادله کالاها بر مبنای ارزش مصرف آن‌ها تعیین می‌شود؛ بنابراین، «بازار» از نظر کنش‌گران، وظیفه‌ای می‌یابد که فقط خود کنش‌گران باید آن را انجام دهند. این فرایند طبیعی ناشی از تکوین تاریخی سرمایه‌داری است. کارل مارکس اصطلاح بت‌انگاری را از شارل دو بروس، انسان‌شناس متقدم فرانسوی، اقتباس کرد.